# Benito Pérez Galdós
Benito Pérez Galdós (ur. 10 maja 1843 w Las Palmas, zm. 4 stycznia 1920 w Madrycie) – pisarz hiszpański, członek Hiszpańskiej Akademii Królewskiej.
Był głównym przedstawicielem XIX-wiecznego realizmu hiszpańskiego, autorem obszernego cyklu powieści historycznych (Saragossa), współczesnych powieści psychologiczno-obyczajowych w obronie demokracji, postępu i tolerancji religijnej (Doña perfecta) oraz dramatów.

## Polskie wydania
- Bitwa pod Arapilami (La batalla de los Arapiles), przeł. Z. Szleyen, K. Wojciechowska, Czytelnik, Warszawa 1957.
- Donia Perfecta (Doña Perfecta, 1876), przeł. E. Martuszewski, Książka i Wiedza, Warszawa 1952.
- Misericordia (1897), przeł. Z Szleyen, Wydawnictwo Literackie, Kraków 1985.
- Saragossa (Zaragoza, 1908), przeł. Z Szleyen, K. Wojciechowska, Czytelnik, Warszawa 1955.
- Zjawa (La Sombra, 1870), przeł. J. Konieczna-Twardzikowa, Wydawnictwo Literackie, Kraków 1978 (nowsze wydanie: Reporter, Warszawa 1991).
- Złota fontanna (La fontana de oro, 1870), przeł. Z. Szleyen, PIW, Warszawa 1961.

## Linki zewnętrzne

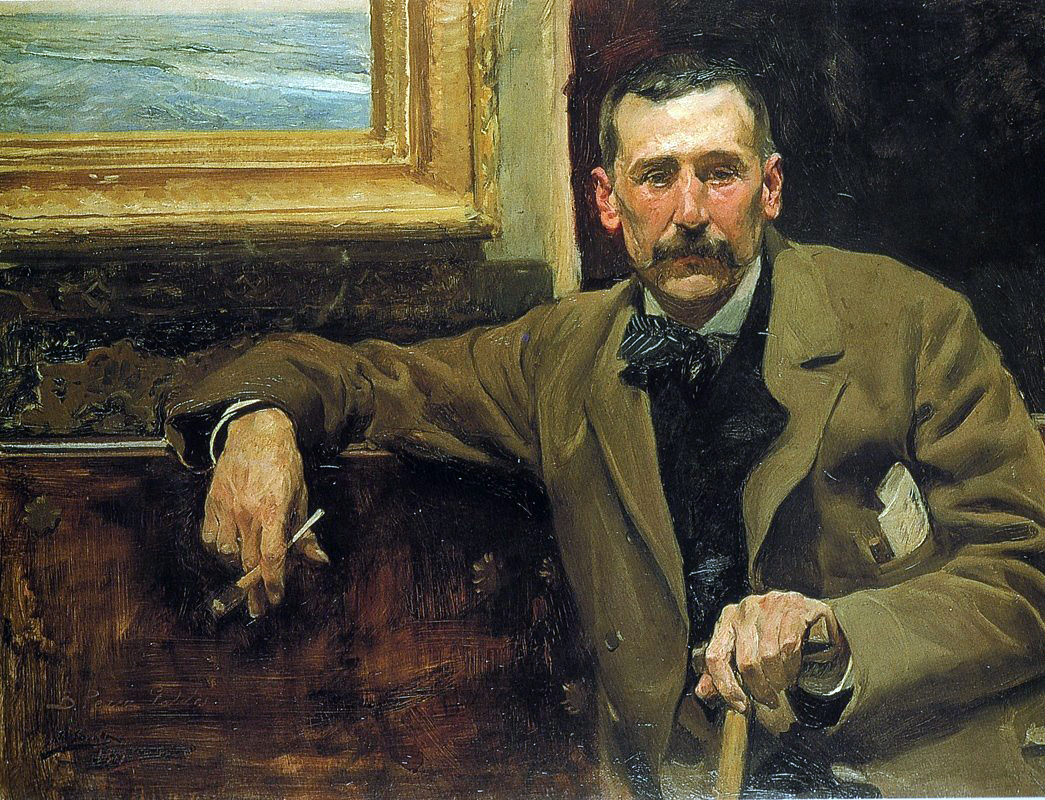
Benito Pérez Galdós (portret autorstwa Joaquína Sorolla)